# Орлы (Орловская область)
Орлы — посёлок в Покровском районе Орловской области России.
Входит в состав Дросковского сельского поселения.

## География
Находится юго-западнее посёлка Ситкин и северо-западнее посёлка Трусы. Севернее Орлов проходит автомобильная трасса Р-119.

## Население
| 2010 |
| ---- |
| 7    |